# Кампос, Марио
Марио Кампос (исп. Mario Campos; род. 15 мая 1943) — мексиканский шахматист, международный мастер (1975).
В составе сборной Мексики участник 5-и Олимпиад (1972—1974, 1978—1982).